# Beiqiao (sockenhuvudort i Kina, Jiangsu Sheng, lat 31,51, long 120,60)
Beiqiao är en sockenhuvudort i Kina. Den ligger i provinsen Jiangsu, i den östra delen av landet, omkring 180 kilometer öster om provinshuvudstaden Nanjing. Antalet invånare är 59 170. Befolkningen består av 27 894 kvinnor och 31 276 män. Barn under 15 år utgör 9,0 %, vuxna 15-64 år 81 %, och äldre över 65 år 8,0 %.
Runt Beiqiao är det tätbefolkat, med 762 invånare per kvadratkilometer. Närmaste större samhälle är Shanghu, 18,1 km norr om Beiqiao. Trakten runt Beiqiao består till största delen av jordbruksmark.
Genomsnittlig årsnederbörd är 1 661 millimeter. Den regnigaste månaden är juni, med i genomsnitt 221 mm nederbörd, och den torraste är december, med 59 mm nederbörd.